# Antônio de Santa Pulquéria Mendes e Oliveira
Antônio de Santa Pulquéria Mendes e Oliveira (? — 11 de julho de 1867) foi um padre e político brasileiro.
Foi deputado à Assembleia Legislativa Provincial de Santa Catarina na 14ª legislatura (1862 — 1863), porém recusou-se a assumir o cargo.
Foi arcipreste da província de Santa Catarina, de 25 de setembro de 1862 a 1867.